# Verband der Szenenbildner, Filmarchitekten und Kostümbildner
Der Verband der Szenenbildner, Filmarchitekten und Kostümbildner in Europa e. V. (SFK) mit Sitz in München war eine 1983 gegründete Interessensvertretung der im Filmberufe Szenenbildner, Filmarchitekt und Kostümbildner.
Er vertrat seine Mitglieder nach außen und setzte sich für eine Anerkennung ihrer Urheberrechte an Filmwerken ein. Im Vor- und Abspann eines Films wies das Kürzel SFK hinter dem Namen auf die Mitgliedschaft hin (z. B. Kostüm: Gudrun Schretzmeier SFK). Im August 2013 wurde der S/F/K-Verband umbenannt in VSK – Verband der Berufsgruppen Szenenbild und Kostümbild e. V.

## VG Bild-Kunst Förderpreis bestes Kostümbild/ bestes Szenenbildim Rahmen der Hofer Filmtage
Der Preis wurde angeregt von dem Studiengang Film und Fernsehen Abteilung Szenenbild der HFF München. Er wird seit 1997 von einer Jury aus Vertretern des Berufsverbandes der Szenenbildner, Filmarchitekten und Kostümbildner e.V. (ehemals S/F/K, jetzt VSK) und dem Studiengang Szenenbild der Filmakademie Baden-Württemberg in Ludwigsburg vergeben. 2007 wurde er nicht vergeben.
Der Preis bestand bis 2008 aus einer Bronzeskulptur.
2008 wurde er um den Preis für das beste Kostümbild erweitert, und 2010 konnte man zusätzlich eine Förderung der Stiftung Kulturwerk der VG Bild-Kunst und der Theaterkunst GmbH Kostümausstattung erwirken.
Der Preis besteht seit 2004 aus einer Urkunde und nennt sich jetzt Bild-Kunst Förderpreis Bestes Szenenbild und Bestes Kostümbild. Seit 2010 ist er mit je 2.500,- € dotiert.
Die Jury im Jahr 2013 setzte sich unter der Leitung von Anna Heymann (Szenenbildnerin VSK), Irene Edenhofer-Welzl Szenenbild (VSK) weiter zusammen aus Gudrun Schretzmeier (Kostümbildnerin, VSK), Prof. Ingrid Lazarus (Kostüm- und Szenenbildnerin, VSK), Heike Lange (Szenenbildnerin, VSK) sowie Marlen v.Heydenaber als Vertreterin des Studienganges Szenenbild der Filmakademie Baden-Württemberg.